# Stiftelsen Göteborgs Studentbostäder
Stiftelsen Göteborgs Studentbostäder, SGS eller SGS Studentbostäder, ursprungligen Stiftelsen Göteborgs Studenthem, är ett bostadsföretag som tillhandahåller studentbostäder till högskolestuderande i Göteborg. SGS bildades som en stiftelse 1951 av  Göteborgs kommun,  Göteborgs Förenade Studentkårer och Göteborgs universitet och drivs utan primärt vinstsyfte. SGS styrelse består av sju ledamöter av vilka Göteborgs kommun tillsätter tre (inklusive ordförande), Göteborgs Förenade Studentkårer tre (inklusive vice ordförande) och Göteborgs universitet en.

## Bostäder
- Brahegatan
- Guldhedstornet (Guldhedens norra vattentorn)
- Kaverös
- Kviberg
- Lindholmsallén
- Olofshöjd
- Ostkupan
- Rosendal
- Rotary studenthem
- Kjellmansgatan[2]
- Postgatan
- Kronhusgatan
- Gibraltar
- Volrat Tham

### Tidigare bostäder
- Delar av Volrat Tham, vid Eklandagatan 51-53 byggdes 1983–1984 om till hotell med 350 rum. Invigningen av Panorama Hotel skedde i mars 1984 av landshövding Åke Norling. Arkitekt var Semrén Arkitektkontor.[3]